# قشلاق بادارجمال (مقاطعة بيله سوار)
قشلاق بادارجمال (بالفارسية: قشلاق پادارجمال) هي منطقة سكنية تقع في إيران في أردبيل. يقدر عدد سكانها بـ 68 نسمة .